# سنت‌گال
سنت‌گال (به مجاری:  Szentgál) یک شهرداری در مجارستان است که در ناحیه وسپرم واقع شده‌است. سنت‌گال ۹۴٫۹۹ کیلومتر مربع مساحت و ۲٬۸۴۷ نفر جمعیت دارد.